# Juazeiro SC
Juazeiro Social Club – brazylijski klub piłkarski z siedzibą w mieście Juazeiro leżącym w stanie Bahia.

## Osiągnięcia
- Wicemistrz stanu Bahia: 2001
- Mistrz drugiej ligi stanu Bahia (Campeonato Baiano de Futebol da Segunda Divisão): 1996
- Taça Vale do São Francisco: 1997.
- Torneio do Interior: 2003.

## Historia
Juazeiro powstał 16 sierpnia 1995 w wyniku fuzji ośmiu miejscowych klubów amatorskich - América, Barro Vermelho, Carranca, Colonial, Grêmio, Olaria, XV de Novembro i Veneza.
W 1996 Juazeiro zwyciężył drugą ligę stanu Bahia i awansował do pierwszej ligi. W 2001 klub został wicemistrzem stanu Bahia po przegranym meczu finałowym z EC Bahia.